# Jesse James contre Frankenstein
Pour plus de détails, voir Fiche technique et Distribution.
Jesse James contre Frankenstein (Jesse James Meets Frankenstein's Daughter) est un film américain réalisé par William Beaudine, sorti en 1966.

## Synopsis
Les petits-enfants de Frankenstein, Maria et Rudolf, vivent au Far West, ils utilisent les orages pour poursuivre les expériences de leur grand-père. Après de nombreux échecs, les villageois terrorisés fuient le village.
Jesse James, réputé mort, et son compagnon Hank Tracy rejoignent une bande de bandits locaux pour attaquer une diligence contenant 100 000 $. Cependant un membre de la bande, Lonny Curry, les dénonce dans l'espoir de récolter la prime offerte pour Jesse James. Lors de l'attaque, Hank est blessé, mais lui et Jesse parviennent à s'enfuir, poursuivis par le marshal et Lonny.
Le soir, Jesse et Hank s'arrêtent au campement de villageois pour panser la plaie d'Hank. Juanita les conduit chez les Frankenstein, puisque Jesse et Hank veulent éviter les villes. Maria Frankenstein accepte de soigner Hank, mais prévoit de l'utiliser comme cobaye. Elle envoie donc Jesse chez le pharmacien avec une ordonnance qui est en fait une dénonciation, de manière qu'il soit arrêté. Aidée de Rudolf, elle transplante un cerveau artificiel à Hank et le rebaptise Igor. Rudolf, pris de remords tente d'empoisonner Igor, mais sur l'ordre de Maria, ce dernier l'étrangle.
Pendant ce temps, Jesse arrive chez le pharmacien, lui donne l'ordonnance. Ce dernier se rend chez le marshal, où il trouve Lonny qui tend un piège à Jesse dans la pharmacie. Jesse arrive à tuer Lonny et retourne chez les Frankenstein, où Igor l'attache à la table d'opération.
Juanita comprenant que James, qu'elle aime, est en danger, envoie le marshal. Maria et Igor se débarrassent du marshal, pendant ce temps Maria libère Jesse.

## Fiche technique
- Titre : Jesse James contre Frankenstein
- Titre original : Jesse James Meets Frankenstein's Daughter
- Réalisation : William Beaudine
- Scénario : Carl K. Hittleman
- Production : Carroll Case
- Musique : Raoul Kraushaar
- Photographie : Lothrop B. Worth
- Décors : Paul Sylos
- Pays d'origine : États-Unis
- Format : Couleurs - 1,85:1 - Mono - 35 mm
- Genre : western, horreur, science-fiction, Weird West (en)
- Durée : 83 minutes
- Date de sortie : avril 1966

## Distribution
- John Lupton : Jesse James
- Narda Onyx (en) : Dr. Maria Frankenstein
- Cal Bolder : Hank Tracy / Igor
- Estelita Rodriguez : Juanita Lopez
- Jim Davis : Marshal MacPhee
- Steven Geray : Dr. Rudolph Frankenstein
- Rayford Barnes : Lonny Curry
- William Fawcett : Jensen, le pharmacien
- Nestor Paiva : propriétaire du saloon
- Roger Creed : Butch Curry
- Rosa Turich : Nina Lopez
- Felipe Turich : Manuel Lopez
- Fred Stromsoe : Stacy
- Dan White : Pete Ketchum
- Page Slattery : Deputy Andy
- Mark Norton : Francisco Lopez

## À noter
- Le film a été tourné en Californie, au Ray Corrigan Ranch, à Corriganville, dans Simi Valley.
- L'actrice Estelita Rodriguez meurt peu de temps avant la sortie du film, à l'âge de 37 ans.